# 김진웅 (1980년)
김진웅(金珍雄, 1980년 2월 20일 ~ )은 KBO 리그 전 삼성 라이온즈의 투수이다. 1990년대 삼성 라이온즈의 프랜차이즈 스타 투수 김상엽을 잇는 우완 강속구 투수로서 2000년대 초반 임창용, 배영수 등과 함께 에이스 선발 투수로 일컬어졌었다. 신인 당시 입단 체격 184 cm 84kg의 균형잡힌 몸을 가지고 있었으나 이후 잇달은 음주와 무릎 부상, 군 복무 후유증으로 몸무게가 무려 122kg까지 불어났고 2010년 말 삼성으로부터 방출 통보를 받았다.

## 출신 학교
- 대구옥산초등학교
- 경운중학교
- 대구고등학교

## 고교 야구 경력
대구옥산초등학교와 경운중학교를 거쳐 대구고등학교에 진학한 김진웅은 1997년 3학년 시절, 제19회 대붕기 전국고교야구대회에서 대구고등학교를 우승으로 이끌었고, 대회 최우수 선수상도 수상하였다.

## 프로 야구 경력
1998년 강속구를 자랑하던 유망주로 고졸우선지명을 받아 삼성 라이온즈에 입단하였고, 첫 해에는 별다른 성적을 보이지 못했다. 그러나 다음해 1999 시즌에는 평균 자책점이 5.40으로 그다지 좋지 않았지만 11승 13패를 기록하면서 가능성 있는 투수로 평가받으며 성장하였고,150킬로의 공을 던질 수 있는 몇 안되는 국내투수로 차세대 삼성 에이스로 기대받았는데 그 당시 삼성은 전년도 15선발승을 기록한 베이커가 이 해(1998년)  연봉의 배 이상의 연봉을 불러온  것 외에도 딸까지 둔 가장이었으나 경기가 끝날 때마다 여자를 요구한 데다 평소 주심의 스트라이크 존에 불만이 많아 어느 날 심판 판정에 불복하여 심판에게 욕설을 하는 등 좋지 않은 인성을 가졌던 터라 삼성과 재계약에 실패하여  미국으로 돌아간 데다 고참 성준도 롯데로 이적하여  쓸만한 좌완 투수 부재에 시달렸으며 노장진 (15선발승)(4위) 김상진(12선발승)(강병규와 공동 9위) 본인(김진웅) (11선발승) 이들 3명의 평균자책점이 4점대 이상이었던 데다 에이스 김상엽이 부상으로 정규시즌 뿐 아니라 포스트시즌에 나가지 못하여 투수력이 수적-질적 모두 열세를 면치 못하자  임창용이 마무리 투수로 뛰었음에도 138.2이닝을 소화해야 했다. 이후 프로 입단 3~4년차 2000 시즌과 2001 시즌에 자신의 프로 야구 최고 기록을 세우면서 3년 연속 두 자릿수 승수(당시 10선발승 이상 - 99년 11선발승 2000년 14선발승)를 기록하였다. 특히 2001년에는 임창용, 배영수와 함께 삼성 선발 투수 3인방으로 활약하며 팀이 정규 시즌 1위를 하는 데에 큰 공을 세웠다. 그러나 2001년 한국시리즈 4차전에서 두산 베어스를 상대로 삼성이 앞서던 와중에 끝내 역전을 당하며 11:18이라는 점수로 대패하는 등 좋지 못한 모습을 보여 주기도 했는데 그 당시 삼성은 마무리로 영입한 리베라가 201CM의 장신에서  나오는 빠른 강속구로 6월 초에 20세이브를 돌파하는 등 삼성의 뒷문을 지켰음에도 전반기에만 58.1이닝을 던질 정도로 김응용 감독에 의해 혹사를 당했고 이로 인해 6월 말부터 구위가 급격히 떨어져 난타당한 데다 직구 구속마저 120KM까지 떨어지자 올스타 브레이크 도중 미국에서 허리 디스크 진단을 받아 7월 19일 웨이버 공시되는 바람에 리베라의 후임으로 보직 변경됐는데 리베라에 앞서 쓸만한 좌완 선발투수 보강을 위해  베니토 바에스를 영입할 예정이었으나  바에스가 계약 직전 메이저리그(플로리다 말린스) 스프링캠프에 합류하여 무산됐으며 리베라 영입 과정에서 마무리 임창용이 선발로 보직 변경했다.
2002년부터 조금씩 하향세를 보이다가 2005 시즌 도중 팔꿈치 부상을 당하며 시즌을 마감했고, 재활군에 머무르다가 도미하여 2005년 10월 13일 조브 클리닉에서 팔꿈치 수술을 받았다.
팔꿈치 수술 후 2005년 11월에 입대하여 대구 북구청에서 공익근무요원으로 군복무를 하였는데, 복무 기간 동안 자기관리 실패로 체중이 급격히 불어나 또 다른 부상이 찾아왔다. 소집 해제 후 2008년 소속 구단에 복귀했으나 무릎 통증으로 인해 다시 재활군에 머무르며 힘든 훈련 생활을 하였다. 2009년 시즌 후 연봉 협상 때는 1억 3,500만 원에서 3,500만 원으로 74.1% 대폭 삭감되었다. 2010 시즌부터 퓨처스 리그에서 꾸준히 선발로 등판하며 부활을 노렸지만 2010년 시즌 후 결국 방출 통보를 받았다.

## 연도별 세부 성적
| 연도 | 소속   | 경기 | 승리 | 패전 | 세이브 | 이닝    | 피안타 | 4사구 | 탈삼진 | 실점 | 자책점 | 평균 자책 | 비고   |
| ---- | ------ | ---- | ---- | ---- | ------ | ------- | ------ | ----- | ------ | ---- | ------ | --------- | ------ |
| 1998 | 삼성   | 28   | 3    | 4    | 0      | 76 2/3  | 62     | 46    | 55     | 27   | 27     | 3.17      |        |
| 1999 | 삼성   | 30   | 11   | 13   | 0      | 171 2/3 | 173    | 89    | 144    | 115  | 103    | 5.40      | [ 24 ] |
| 2000 | 삼성   | 32   | 15   | 7    | 1      | 173 1/3 | 183    | 67    | 136    | 99   | 95     | 4.93      | [ 24 ] |
| 2001 | 삼성   | 43   | 11   | 7    | 12     | 141     | 132    | 63    | 129    | 65   | 62     | 3.96      |        |
| 2002 | 삼성   | 18   | 1    | 4    | 3      | 50 1/3  | 59     | 24    | 60     | 40   | 39     | 6.97      |        |
| 2003 | 삼성   | 32   | 9    | 11   | 1      | 153 1/3 | 151    | 75    | 99     | 75   | 69     | 4.05      |        |
| 2004 | 삼성   | 35   | 9    | 7    | 0      | 135 1/3 | 126    | 99    | 83     | 73   | 65     | 4.32      |        |
| 2005 | 삼성   | 12   | 1    | 1    | 1      | 19 2/3  | 14     | 11    | 15     | 10   | 10     | 4.58      |        |
| 통산 | 8 시즌 | 234  | 60   | 54   | 18     | 921 1/3 | 900    | 463   | 737    | 504  | 470    | 4.59      |        |

## 등번호
- '51' (1998년 ~ 2004년, 2008년 ~ 2010년)
- '18' (2005년)[25]

## 같이 보기
- 김응용
- 임창용
- 배영수